# Будони
Будо̀ни (на италиански: Budoni; на сардински: Budune, Будуне, на местен диалект Buduni, Будуни) е градче и община в Южна Италия, провинция Сасари, автономен регион и остров Сардиния. Разположено е на 16 m надморска височина. Населението на общината е 5049 души (към 2013 г.).